# 石上河

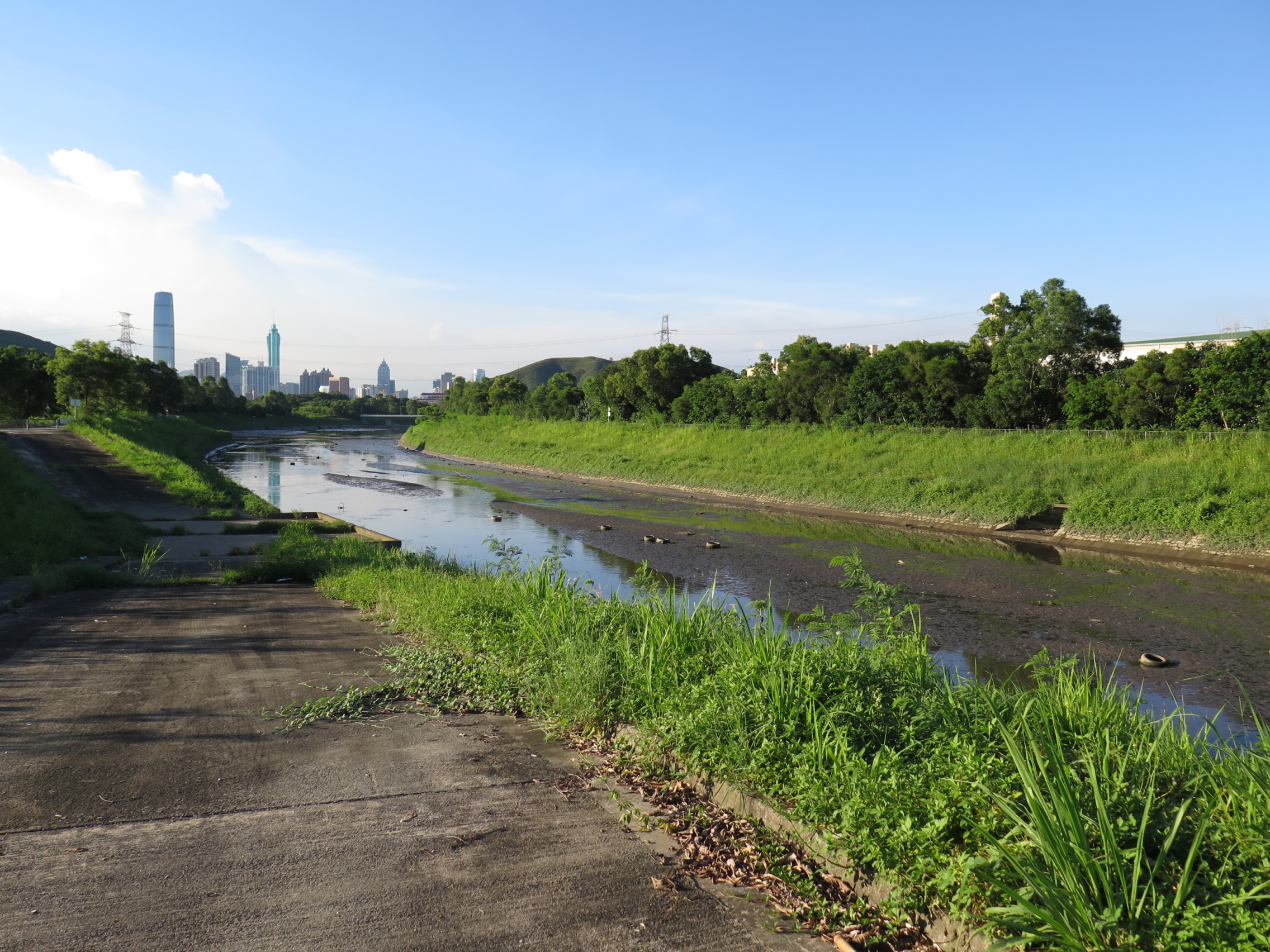
石上河

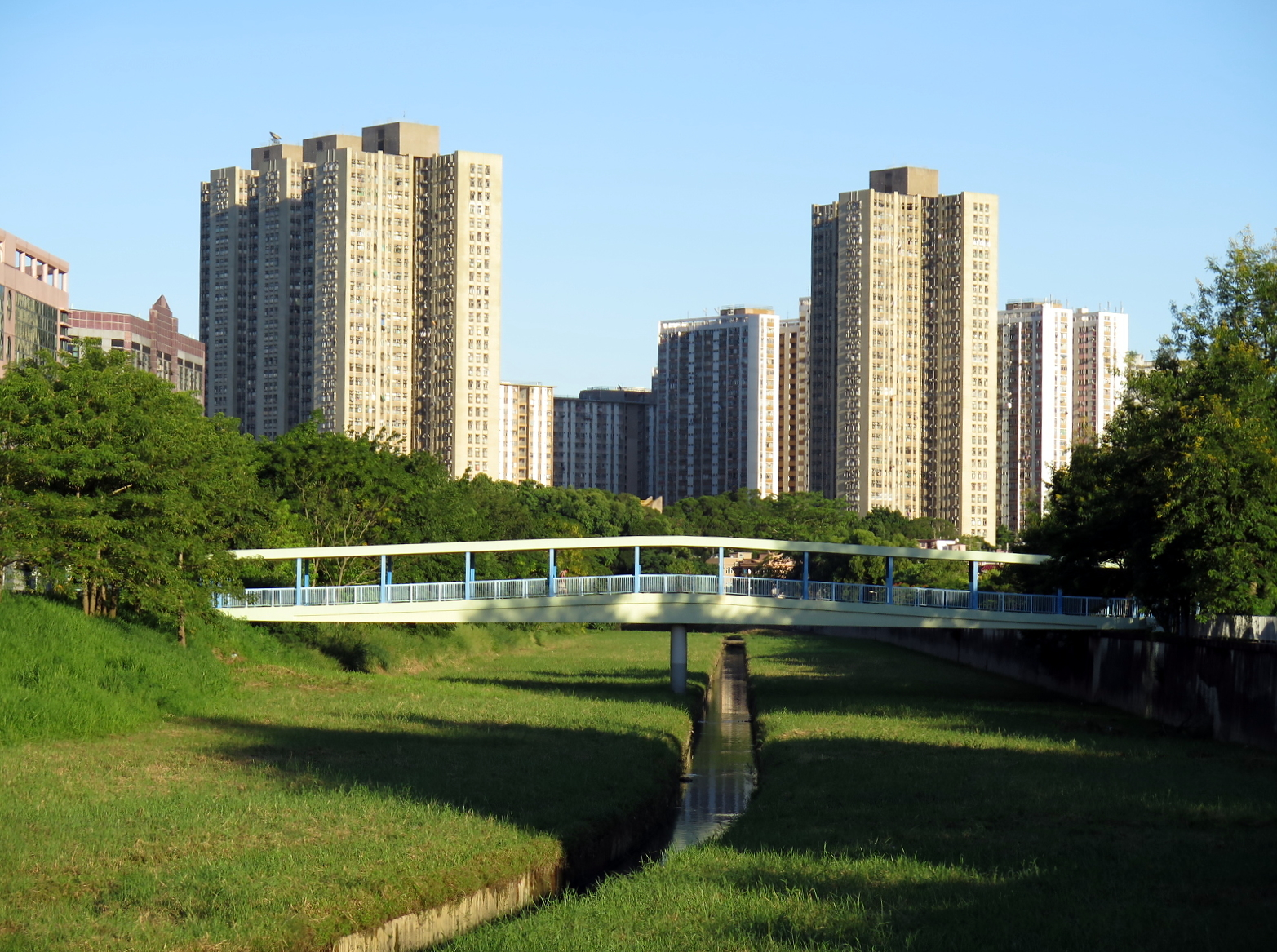
石上河近彩蒲苑一段

石上河（英語：Shek Sheung River）是香港新界北區梧桐河的支流，目前可見河道分為兩段，上游一段起源自林村郊野公園和和合石等多條溪道，流經丙崗、清河邨、雞嶺村和吳屋村，下游河段起自大頭嶺村以北，在松柏塱一帶匯合金錢村和粉嶺高爾夫球場一帶的河道和渠道後，繼續與港鐵東鐵綫平行向北延伸，流經石湖墟污水處理廠、上水屠房和塱原濕地，最後在虎地坳與上水屠房附近的三角區中與梧桐河和雙魚河匯合。因上水新市鎮的發展，由彩蒲苑以北（即今天的寶石湖路與彩園路路口）至吳屋村以東（即今天的維翰路花園及清濤苑）之間的石上河中游河段在1980年代早期被改建爲暗渠。
石上河另有一英文名“River Sutlej”，與跨越中國、印度和巴基斯坦的薩特萊傑河（英語：Sutlej River）名字相同。英屬香港政府於20世紀初控制新界後曾派遣一名印度籍測量師測繪新界北部的河流，基於無法考證的原因，該測量師沒有採用河流原有的中文名稱進行記錄，而是選擇使用印度多條主要河流的名稱及其主支流關係爲他所記錄的河流重新命名，例如印度的薩特萊傑河爲印度河的支流，故此作爲主流的梧桐河以印度河英文名稱（Indus）命名，而梧桐河的支流石上河則獲分配薩特萊傑河之名。不過香港政府一般不使用此翻譯，故此英文名並不爲大多人所知道。

## 石上河消失河段流經之地
維翰路花園 - 上水官立中學 - 上水紀律部隊宿舍 - 東華三院甲寅年總理中學 - 旭埔苑 - 彩園路 - 寶石湖路
(斜體字為現今建於消失河段上的主要建築)

## 文獻
2007.2007 香港地圖. 壹本便利 ISBN 962-8751-15-8

## 外部連結
- 香港地方：香港河流 （页面存档备份，存于）